# Platychelus alternans
Platychelus alternans är en skalbaggsart som beskrevs av Hermann Burmeister 1844. Platychelus alternans ingår i släktet Platychelus och familjen Melolonthidae. Inga underarter finns listade i Catalogue of Life.